# Sjechina
Sjechina (Hebreeuws: שכינה, šəchīnāh, "het (in)wonen" of "woonplaats") duidde in het jodendom de aanwezigheid van JHWH, God aan, in het bijzonder in de Joodse tempel te Jeruzalem. Als bijbetekenis kon het duiden op "rust", "geluk", heiligheid" of "vrede".

## Oorsprong en betekenis
De voorgeschiedenis van de term en het ermee verbonden theologische concept van "Gods woonplaats op aarde" wordt gevonden in de Perzisch-hellenistische periode. Later werd het een centraal thema in de Rabbijnse literatuur.
De term sjechina komt als zelfstandig naamwoord alleen in de Talmoed voor, maar verwante werkwoordsvormen worden ook aangetroffen in de Hebreeuwse Bijbel. Vooral het werkwoord schachan (שכן, "wonen (in een (tenten)kamp)") wordt vaak aangetroffen, net als het naamwoord  mischkan (משכן, "residentie", "tabernakel“). Vanuit de oorsprong en de grondbetekenis wees het begrip terug op de ontmoeting tussen God en de Israëlieten in de woestijn. Gods aanwezigheid manifesteerde zich in een "tent" te midden van het volk. Het eerste Israëlitische heiligdom was dan ook een mobiele tent en de erin opgestelde ark van het verbond. Later ging de sjechina als aanduiding voor de nabijheid en tegenwoordigheid van God over naar de Joodse tempel en het heilige terrein van de stad.
De sjechina representeert de vrouwelijke eigenschappen van Gods aanwezigheid, want sjechina is een vrouwelijk woord in het Hebreeuws.

## Voorlopers van de rabbijnse traditie
De Hebreeuwse Bijbel bevatte in de verhalen al symboliek om de aanwezigheid van God als licht aan te duiden. Zo was Gods aanwezigheid tijdens de uittocht uit Egypte zichtbaar in een wolkkolom overdag en een vuurzuil 's nachts (Exodus 13:21,22). In dit verband werd echter niet de term sjechina gebruikt.

## Rabbijnse traditie
Toen de tabernakel gereed was, daalde de sjechina neer over de tent waarin de ark van het verbond stond. Later was de sjechina aanwezig in de tempel als een vuurgloed boven de ark. Volgens Joodse legenden verdween de sjechina kort voor de verwoesting van de tempel (in 586 v.Chr.) en is er nooit meer teruggekeerd. Ook van de ark van het verbond werd niets meer vernomen en het is niet zeker of hij verwoest is of ergens verborgen door de tempelpriesters. Volgens de Joodse traditie verdween de sjechina omdat de zonden en ontrouw van de Israëlieten zo erg waren geworden dat God het land verliet. Pas als de messias opstaat en de tempel herbouwt, zal de sjechina daar weer zijn intrek nemen.
Volgens de traditie was in de tweede tempel nooit de ark van het verbond, met de sjechina, aanwezig, terwijl deze toch essentieel was voor het jaarlijkse zoenoffer voor het gehele volk. Volgens orthodoxe joden is de reden hiervoor dat de Tempelberg waar het Heilige der Heiligen was, sinds de Babylonische ballingschap nooit meer onder volledig onafhankelijk joods bestuur, onder het huis van koning David, is geweest. Het is volgens de Tenach en de Talmoed namelijk noodzakelijk dat de plaats van de tempel onder het soevereine gezag staat van het joodse volk onder de leiding van een afstammeling van koning David. Als de tijd van het hernieuwde koningschap van David, in de persoon van de messias, aanbreekt, zal God de schuilplaats van de ark openbaar maken zodat deze in de eveneens hernieuwde tempel zijn plaats weer kan innemen. Hierna zal de sjechina de ark opnieuw bekleden.
Volgens de Talmoed ‘rust de Sjechina waar een minjan bijeen is’, ‘is zij aanwezig waar drie rechters samen zitting houden’, ‘verwijlt de Sjechina aan het hoofdeinde van een zieke’ en ‘begeleidt zij allen die gedwongen zijn om in ballingschap te gaan’. Ook geeft de Talmoed aan dat de sjechina verantwoordelijk is geweest voor de profetie van profeten en voor de compositie van Davids psalmen. Profeten verwijzen in hun visioenen vaak naar Gods aanwezigheid.
De sjechina wordt in de traditie geassocieerd met de bruid van de sjabbat (sjabbat ha-malka). De beroemde kabbalist rabbijn Jitschak Loeria (1534-1572) heeft veel in proza en dichtvorm over dit thema geschreven. De hechte band tussen de sjabbat en het Joodse volk wordt vergeleken met de band tussen bruid en bruidegom. De traditie van de sjechina als sjabbat-bruid geeft ook de band weer tussen God en het Joodse volk.

## Joodse eredienst
In het Sjemoné Esré (stiltegebed) is als 17e beracha opgenomen:
- hamachazier sjechiena-to leTzion".

Hierin wordt God verzocht:.."Zijn goddelijke aanwezigheid weer naar Tsion terug te brengen".